# Ponte (rione di Roma)
Ponte è il quinto rione di Roma, indicato con R. V.
Il nome deriva da ponte sant'Angelo, raffigurato anche sullo stemma ed effettivamente appartenuto al rione sino all'istituzione, nel secolo XVI da parte di papa Sisto V, del rione Borgo.

## Geografia fisica

### Territorio
Il rione confina con:
- il Tevere
- Sant'Eustachio: via dei Pianellari, piazza Sant'Agostino
- Parione: piazza delle Cinque Lune, via di Tor Sanguigna, Largo Febo, via di Santa Maria dell'Anima, via di Tor Millina, vicolo delle Vacche, Piazza del Fico, via del Corallo, via del Governo Vecchio, via dei Filippini, vicolo Cellini
- Regola: via dei Banchi vecchi, via delle Carceri, vicolo della Scimmia
- Campo Marzio: via del Cancello

## Storia
Nell'antica Roma il rione era incluso nella IX regione augustea Circus Flaminius, ovvero era considerata parte del Campo Marzio. L'attuale ponte sant'Angelo riprende l'antico ponte Elio, fatto costruire dall'imperatore Adriano per collegare il suo mausoleo al resto della città. Un altro ponte fu fatto costruire da Nerone e fu detto trionfale perché per di lì passava la via Trionfale (poi detta Sacra), che veniva fatta percorrere dagli eserciti reduci dalle battaglie. Tale ponte fu poi detto pons vaticanus, perché connetteva la zona del Vaticano al resto della città, e pons ruptus (ponte rotto), perché era già diroccato in tempi medievali. Nell'antica Roma in questa zona c'era un porto che veniva utilizzato per portare i materiali necessari alla costruzione delle grandi opere nel Campo Marzio.
La vita nel rione è continuata ininterrottamente anche durante il medioevo e nel periodo moderno, e ciò ha praticamente cancellato ogni resto dell'antica Roma nella zona. Contribuì a ciò anche il fatto che molte persone si stavano trasferendo dalle zone in collina, dove mancava l'acqua, verso la riva del Tevere, dove si sopravviveva bevendo l'acqua del fiume. Inoltre il rione si trovava all'estremità del ponte sant'Angelo, e qui confluivano tutte le strade maggiori che portavano a San Pietro, quindi c'era anche un continuo afflusso di pellegrini, che arricchiva l'economia della zona: c'erano locande, osterie, commercio di oggetti sacri, ecc.
Fino al tempo di papa Sisto V il rione comprendeva anche una porzione al di là del Tevere, che poi fu separata per creare il rione Borgo. Durante il 1500 il rione aveva grande importanza soprattutto per la sua rete viaria, e per questo furono costruiti grandi palazzi di famiglie sia aristocratiche che mercantili seguendo progetti di grandi artisti. Ciò contribuì ad abbellire moltissimo il rione che ben presto divenne celebre.
Uno spettacolo piuttosto frequente nel rione era un piccolo corteo guidato da una persona velata vestita di nero che portava un crocifisso in spalla. Su di un carro c'era un condannato incatenato che baciava in continuazione un'altra immagine di Gesù. La meta del corteo era l'attuale piazza di Ponte sant'Angelo in cui era sistemata una forca per impiccare il condannato.
Nonostante Ponte fosse una zona ricca e rigogliosa, era anche quella più colpita dalle frequenti alluvioni del Tevere.
L'aspetto fu completamente trasformato dopo che Roma divenne capitale nel 1870: furono costruiti i muraglioni del Tevere per fermare le piene del fiume, oltre a nuovi ponti per connettere la zona del Vaticano e Prati al resto di Roma. Tutte le viuzze che portavano sulla riva del Tevere sono scomparse per fare posto all'ampia strada del lungotevere, ma il tipico carattere del rione è ancora visibile più all'interno.

### Stemma
Il ponte S. Angelo bianco in campo rosso.

## Monumenti e luoghi d'interesse

### Architetture civili
- Palazzo Alberini, su via del Banco di S. Spirito.
- Palazzo Altemps, su piazza di S. Apollinare.

Ospita il museo nazionale romano di palazzo Altemps, una delle 4 sedi del Museo Nazionale Romano.
- Palazzo del Banco di Santo Spirito, su via del Banco di S. Spirito.
- Palazzo Bassi, su corso Vittorio Emanuele II.
- Palazzo Cesi-Gaddi, su via della Maschera d'Oro.
- Casa di Fiammetta, su piazza Fiammetta
- Palazzo del Drago, su via dei Coronari.
- Palazzo Gambirasi, su via della Pace.
- Palazzo Lancellotti, su via Lancellotti.
- Palazzo Milesi, su via della Maschera d'Oro.
- Palazzo Montevecchio Chiovenda, su piazza di Montevecchio (ospita il teatro Arciliuto).
- Albergo dell'Orso, sulla via omonima, cui dà il nome
- Palazzo Sacchetti, su via Giulia.
- Palazzo Taverna, su via di Monte Giordano.
- Casa-studio di Marcello Piacentini, su via di Tor di Nona.
- Casa di Raffaello (presunta) su via dei Coronari  (numero 124) e via di Panico (numero 68). Il pittore non visse mai in questa casa ma essa venne acquistata seguendo il suo testamento per garantire una rendita tale da consentire la manutenzione della tomba al Pantheon.
- Teatro Tordinona, su via degli Acquasparta.
- Tor Sanguigna, su piazza di Tor Sanguigna.
- Torre della Scimmia, su via dei Portoghesi.

### Architetture religiose
- Basilica di San Giovanni Battista dei Fiorentini
- Basilica di Sant'Apollinare
- Chiesa dei Santi Celso e Giuliano
- Chiesa di San Biagio degli Armeni
- Chiesa di San Salvatore in Lauro
- Chiesa di Santa Maria del Suffragio
- Chiesa di Santa Maria dell'Anima
- Chiesa di Santa Maria della Pace
- Chiesa evangelica metodista di Ponte Sant'Angelo

Sconsacrate
- Oratorio del Gonfalone
- Chiesa di San Celsino
- Chiesa dei Santi Simone e Giuda

Scomparse
- Chiesa di Sant'Angelo de Miccinellis
- Chiesa di Sant'Orsola della Pietà
- Chiesa di San Pantaleo iuxta Flumen
- Chiesa di San Salvatore in Primicerio
- Chiesa di San Simeone Profeta
- Chiesa di Santa Maria della Purificazione in Banchi
- Chiesa di Santa Maria in Posterula
- Cappella dei Santi Innocenti
- Cappella di Santa Maria Maddalena
- Chiesa dei Santi Faustino e Giovita (nota anche come Sant'Anna dei Bresciani)
- Cappella di San Giovanni Decollato a Ponte Sant'Angelo
- Chiesa di San Biagio della Fossa
- Oratorio dei Santi Cosma e Damiano in Banchi

### Architetture scolastiche
- Istituto Comprensivo Virgilio - Plesso Alberto Cadlolo, su via della Rondinella e lungotevere di Tor di Nona. Edificio del XX secolo (1923-29).[2] 41.901105°N 12.468203°E

Progetto dell'architetto Vincenzo Fasolo. Scuola elementare dedicata alla MOVM Alberto Cadlolo.

### Altro
- Carceri di Tor di Nona, sul lungotevere di Tor di Nona.
- Fontana del Leone, in piazza San Salvatore in Lauro. Addossata al palazzo Piceni.
- Fontana della Terrina, in piazza della Chiesa Nuova.
- Fontana di piazza San Simeone, nella piazza omonima.
- Monumento a Nicola Spedalieri in piazza Sforza Cesarini (bronzo di Mario Rutelli, 1898-1900).

## Geografia antropica

### Piazze

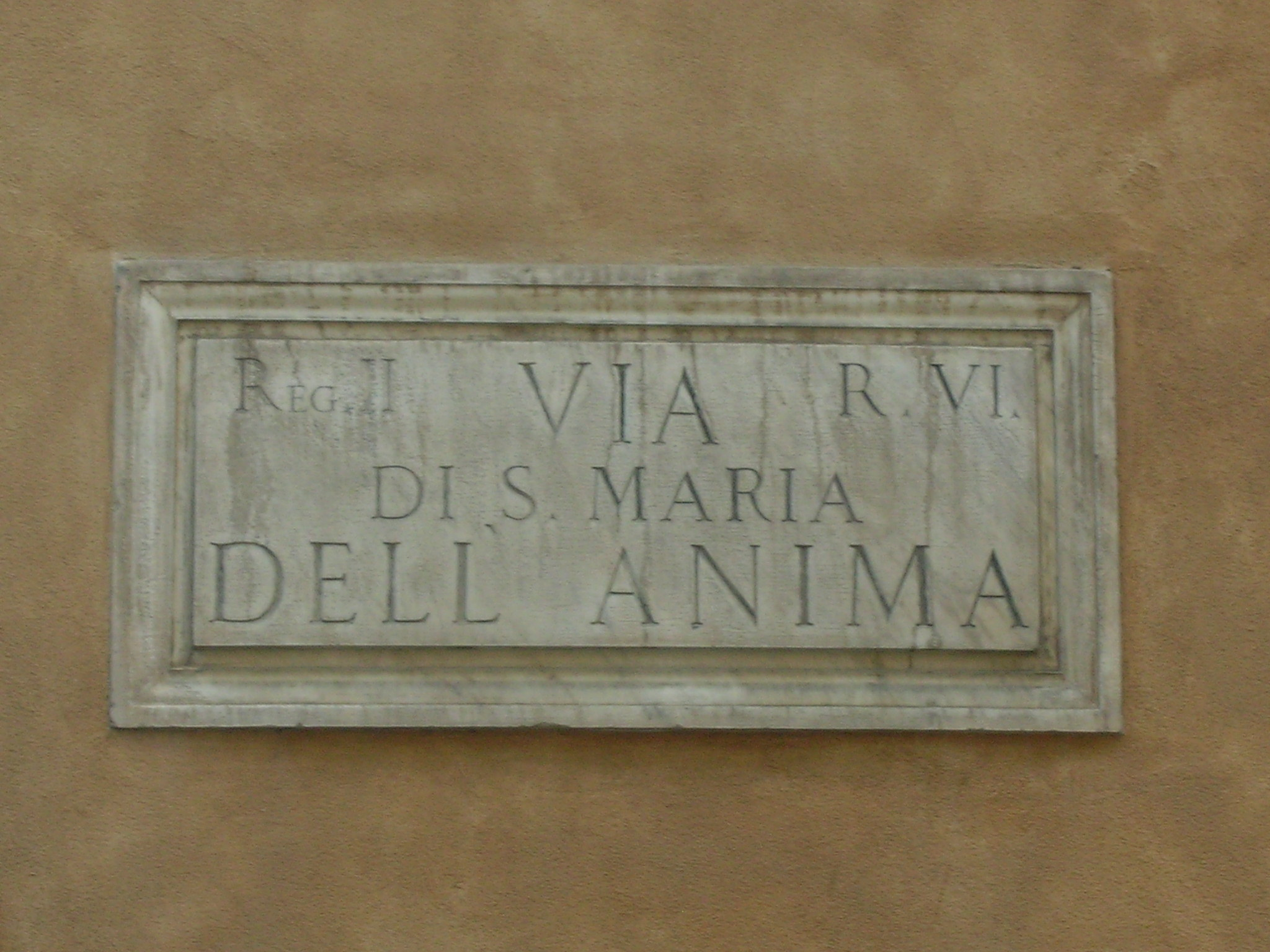
Targa viaria di "Via di Santa Maria dell'Anima", sul lato del rione Parione.

- Piazza dei Coronari
- Piazza Fiammetta
- Piazza Lancellotti
- Piazza di Montevecchio
- Piazza dell'Orologio
- Piazza dell'Oro
- Piazza di Ponte Sant'Angelo
- Piazza di S.Salvatore in Lauro
- Piazza di S.Apollinare
- Piazza di S.Simeone
- Piazza di Tor Sanguigna
- Piazza Sforza Cesarini

### Strade

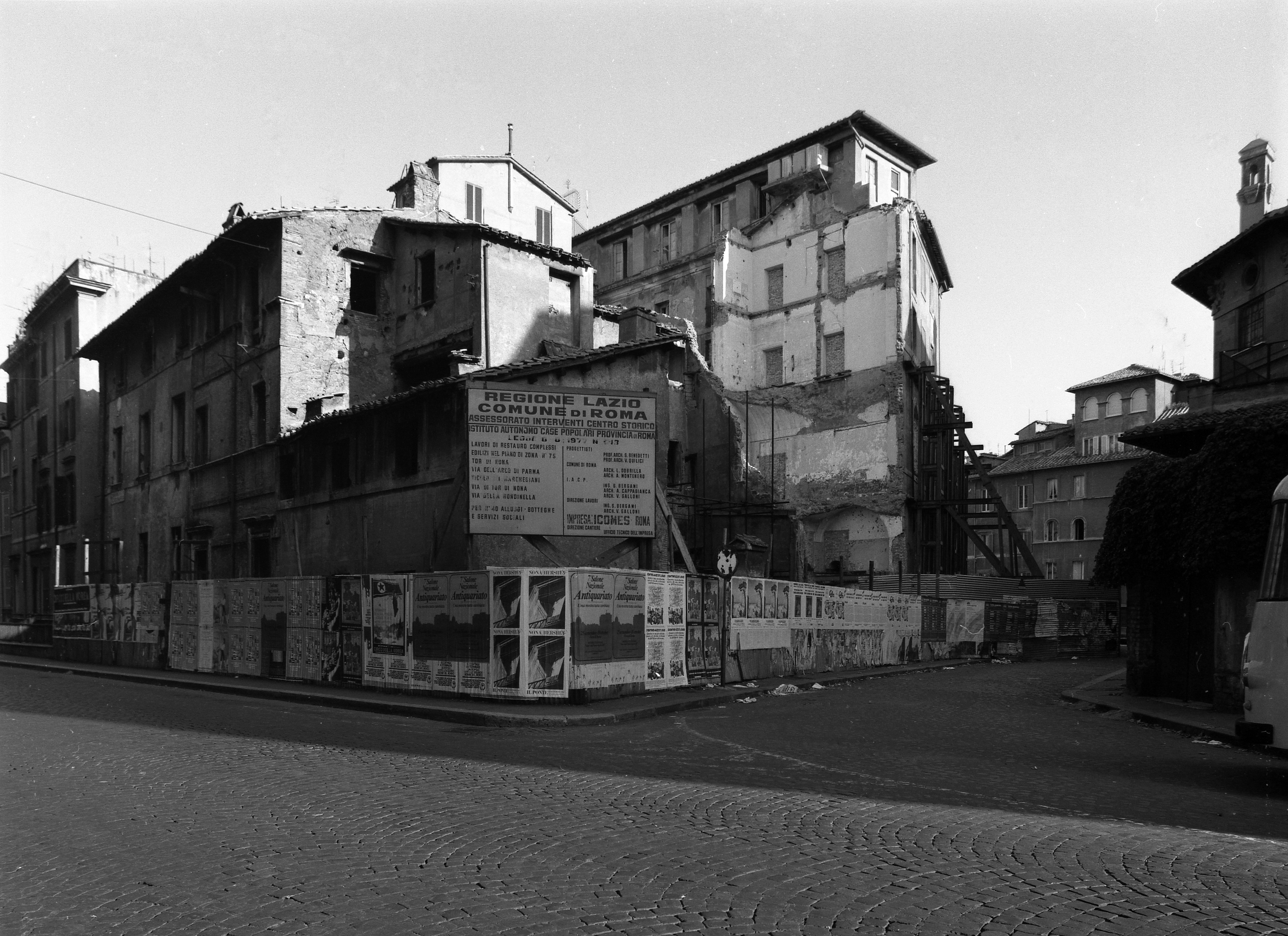
Risanamento degli edifici a Tor di Nona (1982)

- Lungotevere degli Altoviti
- Lungotevere dei Fiorentini
- Lungotevere Tor di Nona
- Via Acciaioli
- Via degli Acquasparta
- Vicolo degli Amatriciani
- Via dell'Arco della Fontanella
- Via dell'Arco de' Banchi
- Via dell'Arco di Parma
- Vicolo d'Avila

- Via dei Banchi Nuovi
- Via dei Banchi Vecchi
- Via del Banco di Santo Spirito
- Via Bravaria
- Via dei Bresciani
- Vicolo della Campanella
- Via del Cancello
- Via delle Carceri
- Vicolo del Cefalo
- Vicolo Cellini
- Vicolo Cieco
- Via dei Cimatori
- Via del Consolato
- Via dei Coronari
- Vicolo del Curato
- Vicolo Domizio
- Largo di Febo
- Vicolo di Febo
- Piazza del Fico
- Vicolo del Fico
- Via dei Filippini
- Largo dei Fiorentini
- Via Giulia
- Via del Gonfalone
- Via del Governo Vecchio
- Via della Mola de' Fiorentini
- Vicolo dei Marchegiani
- Via di Monte Giordano
- Vicolo di Monte Vecchio
- Vicolo del Leuto
- Vicolo del Montonaccio
- Largo Orbitelli
- Vicolo Orbitelli
- Via degli Orsini
- Via dell'Orso
- Vicolo dell'Orso
- Vicolo degli Osti
- Via di Panìco
- Via di Tor Millina
- Via di Tor di Nona
- Vicolo delle Palle
- Vicolo della Palomba
- Via Paola
- Via del Pavone
- Via dei Portoghesi
- Via della Rondinella
- Vicolo di S.Celso
- Vicolo di S.Giuliano
- Piazzetta di S.Simeone
- Vicolo di S.Simeone
- Via di S.Simone
- Vicolo di S.Trifone
- Vicolo Sforza Cesarini
- Via Sforza Cesarini
- Via dei Soldati
- Vicolo dei Soldati
- Vicolo Sugarelli
- Via dei Tre Archi
- Vicolo delle Vacche
- Via della Vetrina
- Vicolo della Volpe
- Via G. Zanardelli

## Galleria d'immagini

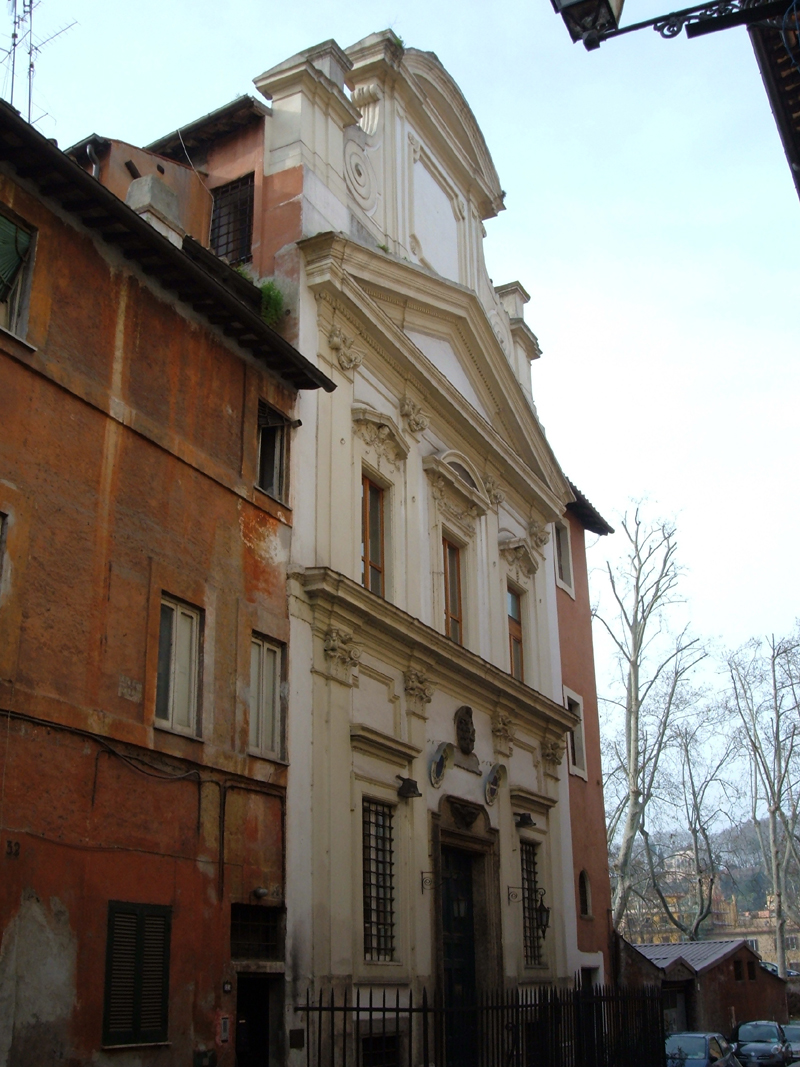
Oratorio del Gonfalone
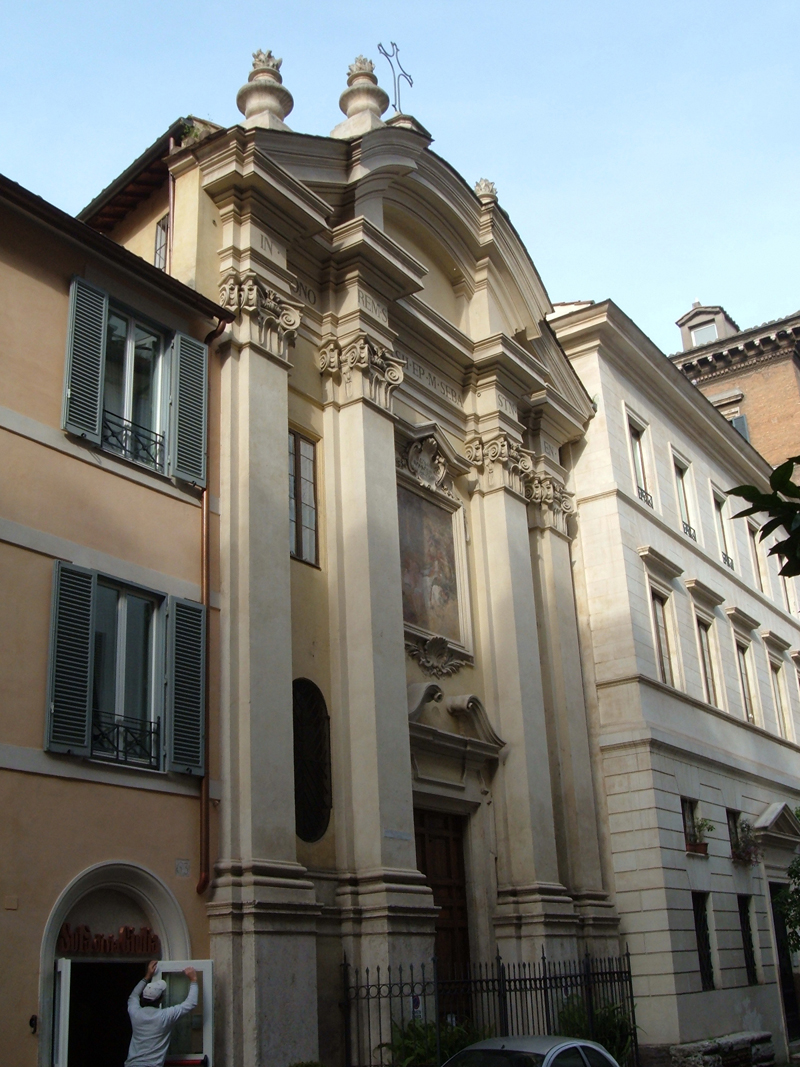
San Biagio degli Armeni
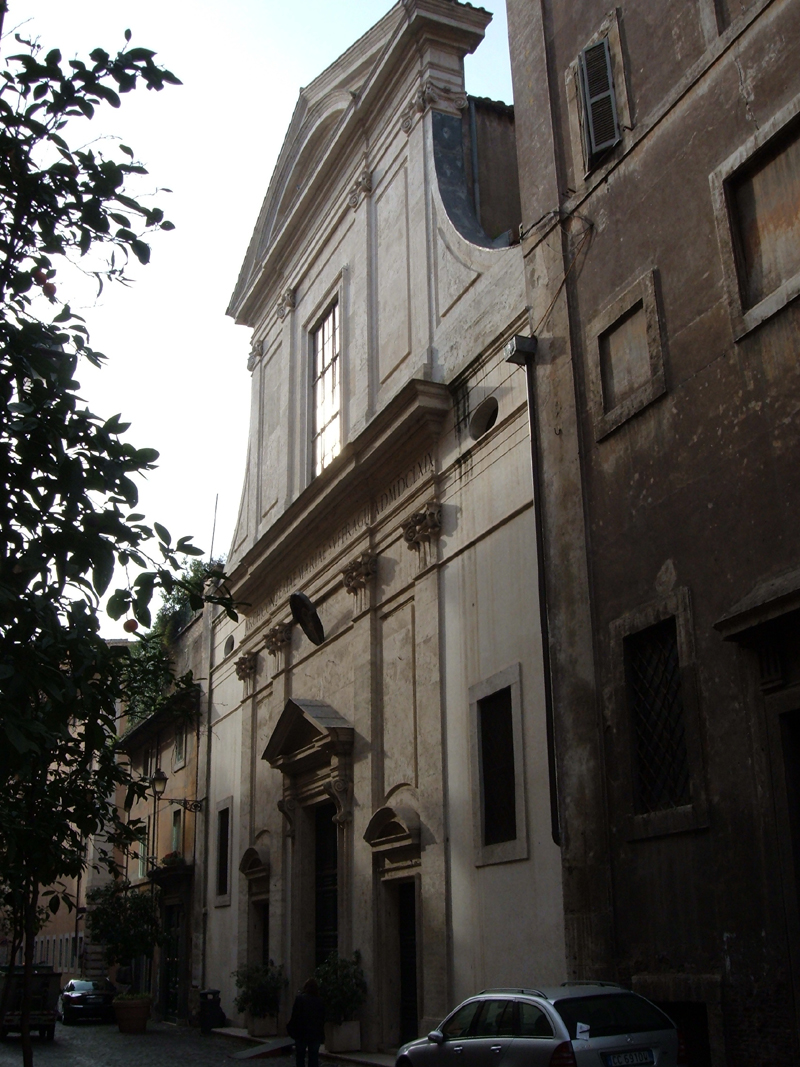
Santa Maria del Suffragio
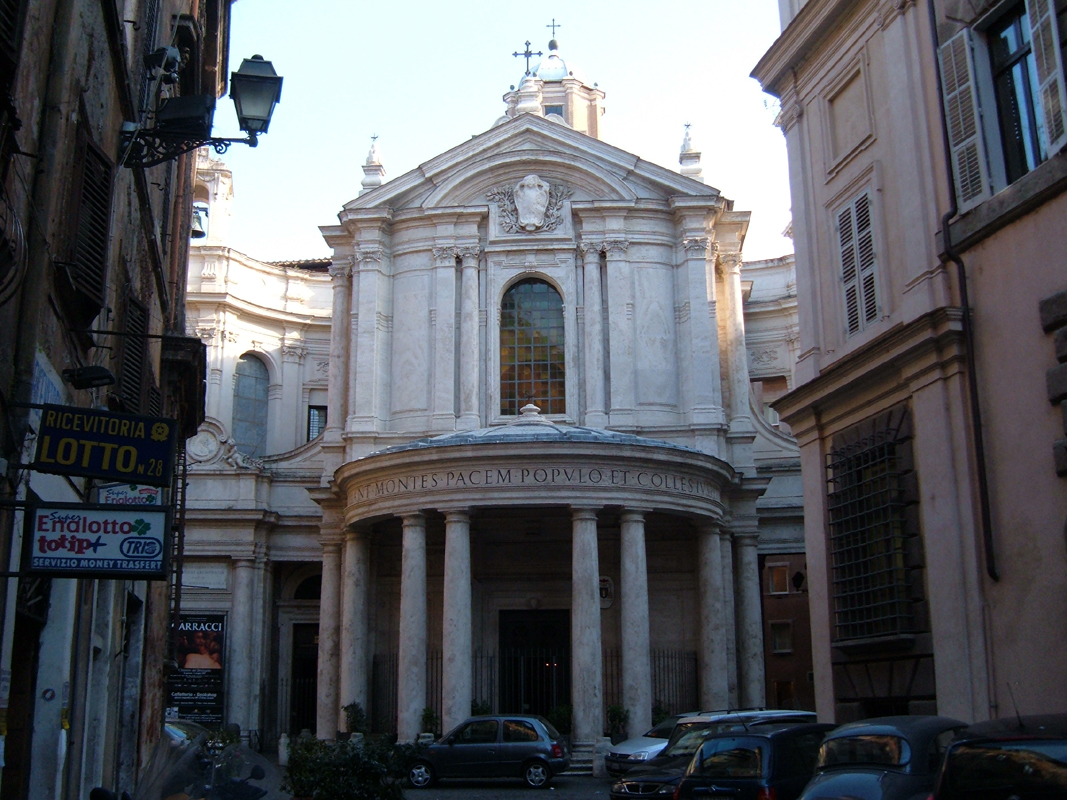
Santa Maria della Pace
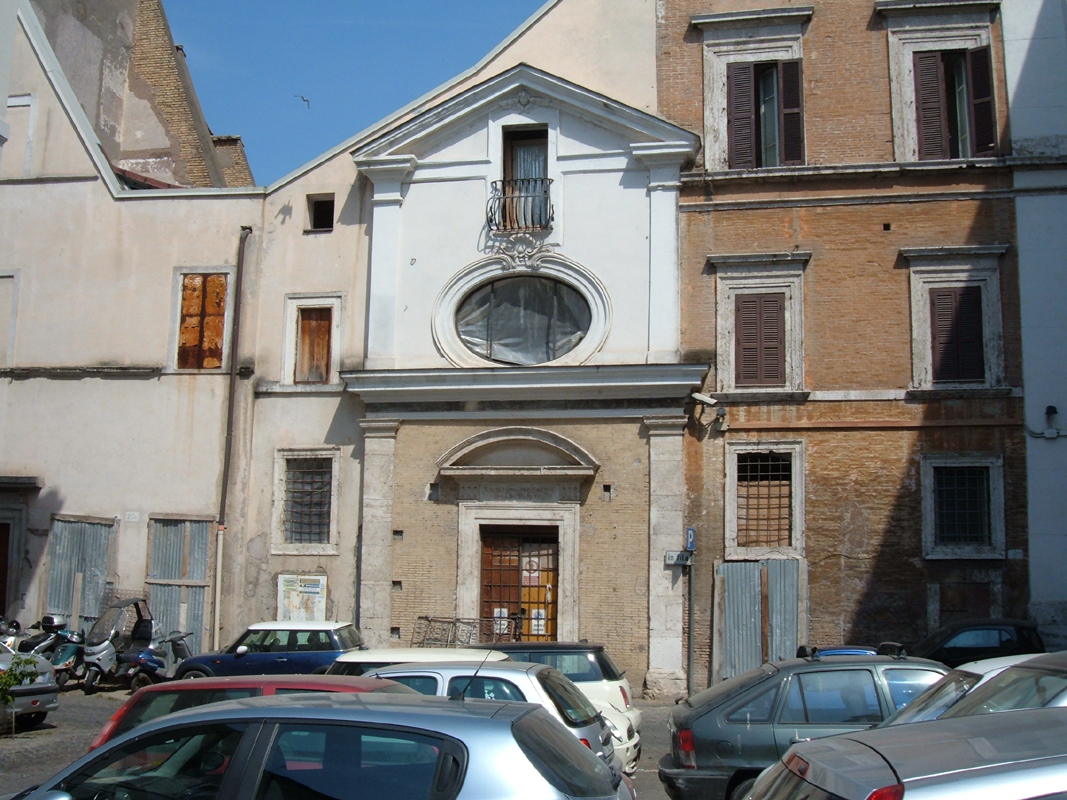
San Simeone profeta
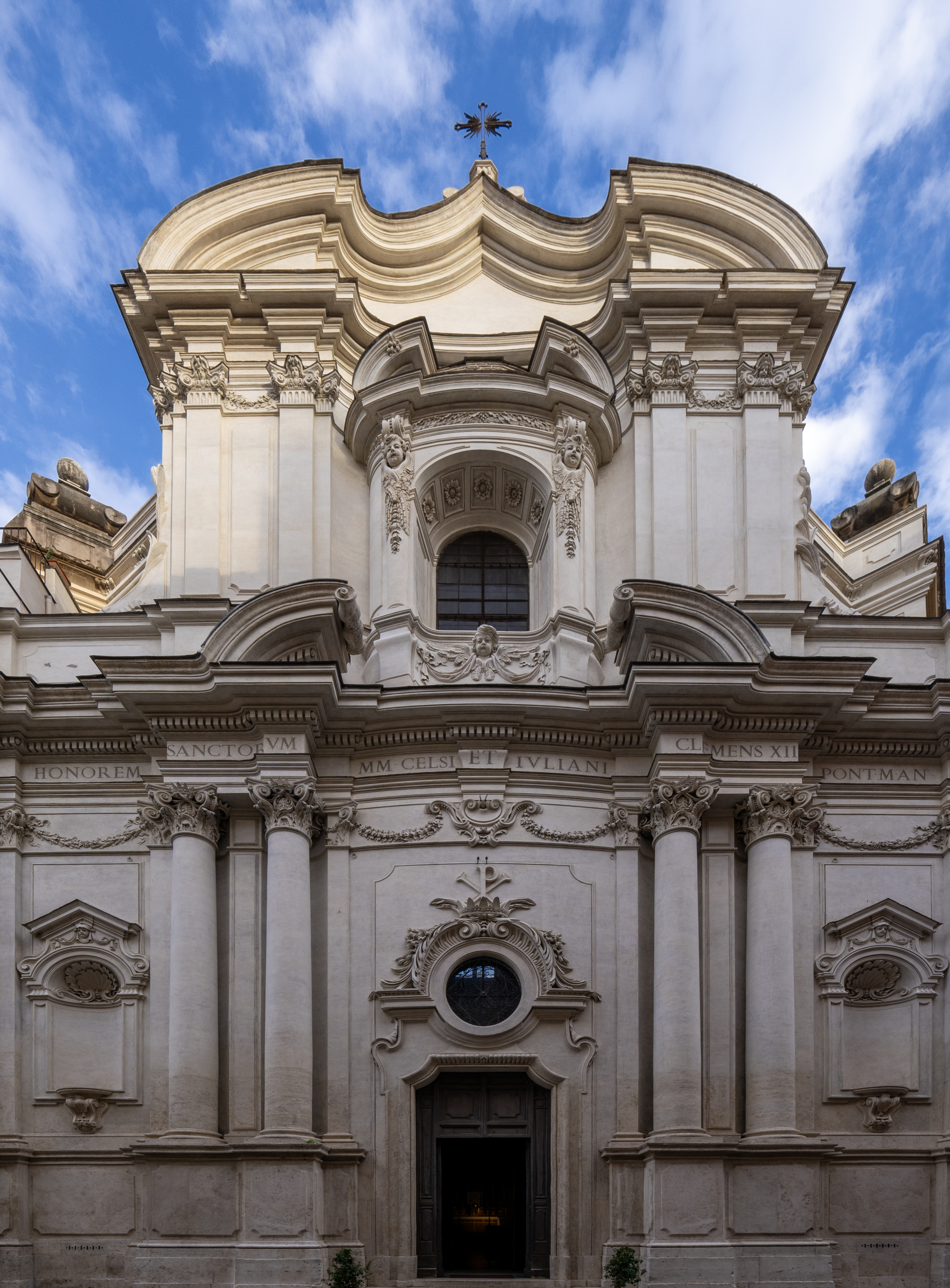
Santi Celso e Giuliano
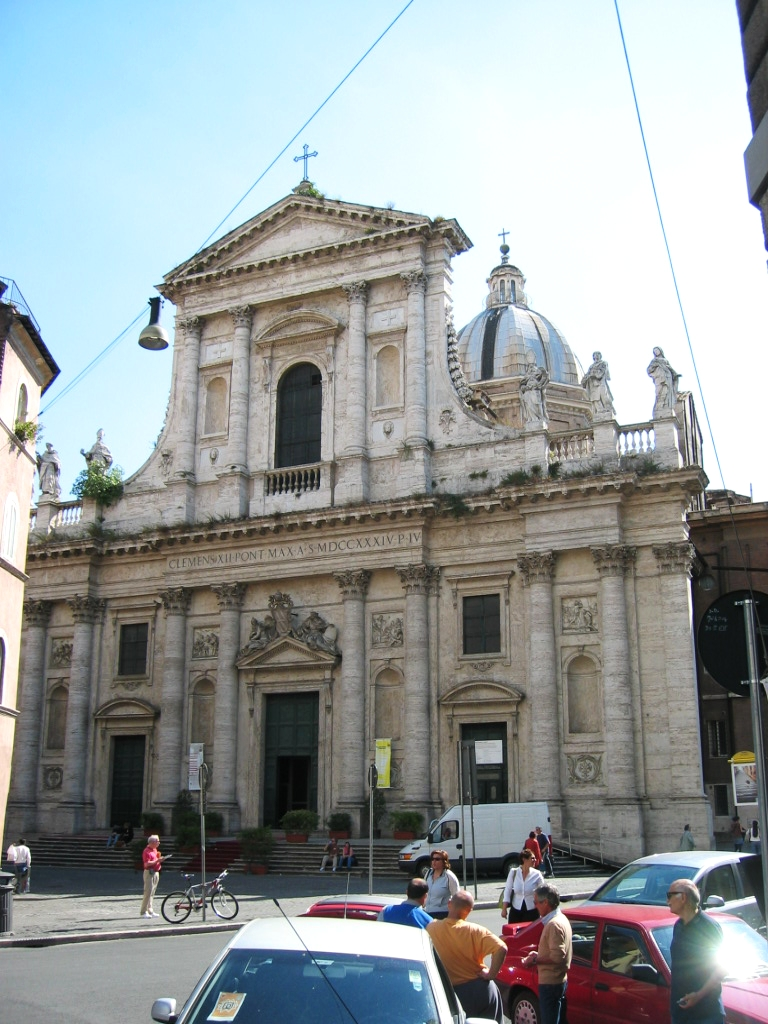
San Giovanni dei Fiorentini
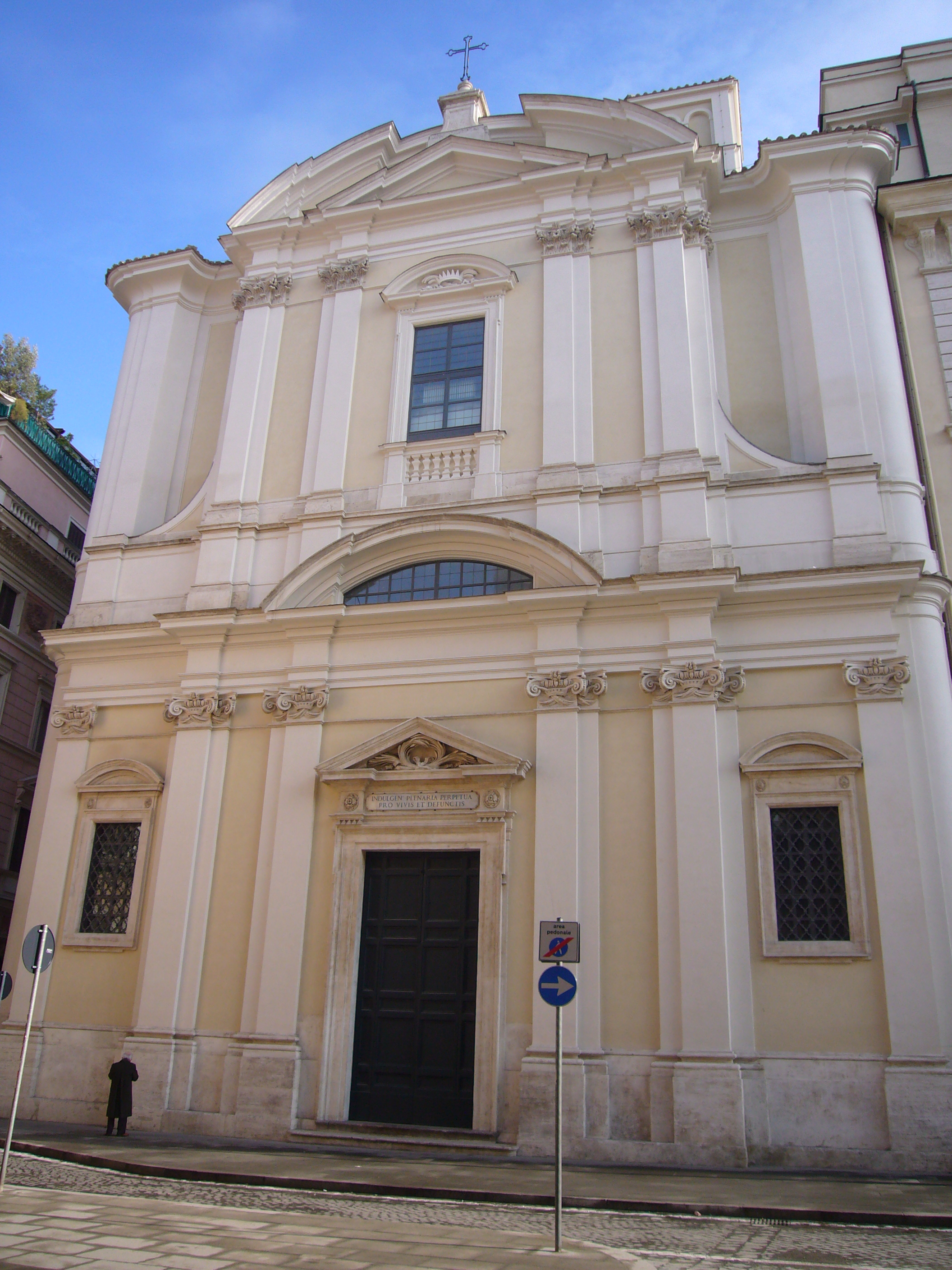
Sant'Apollinare
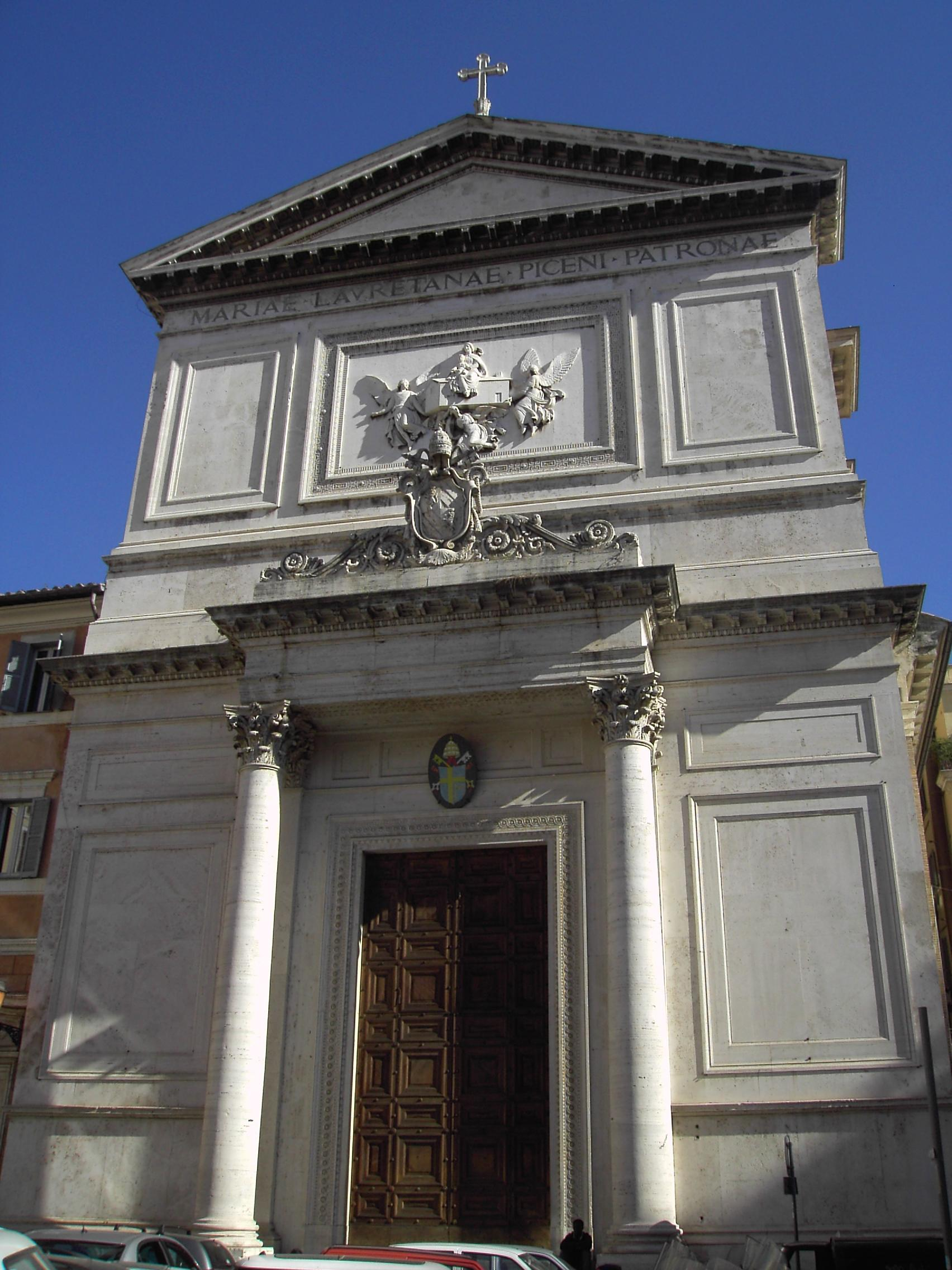
San Salvatore in Lauro
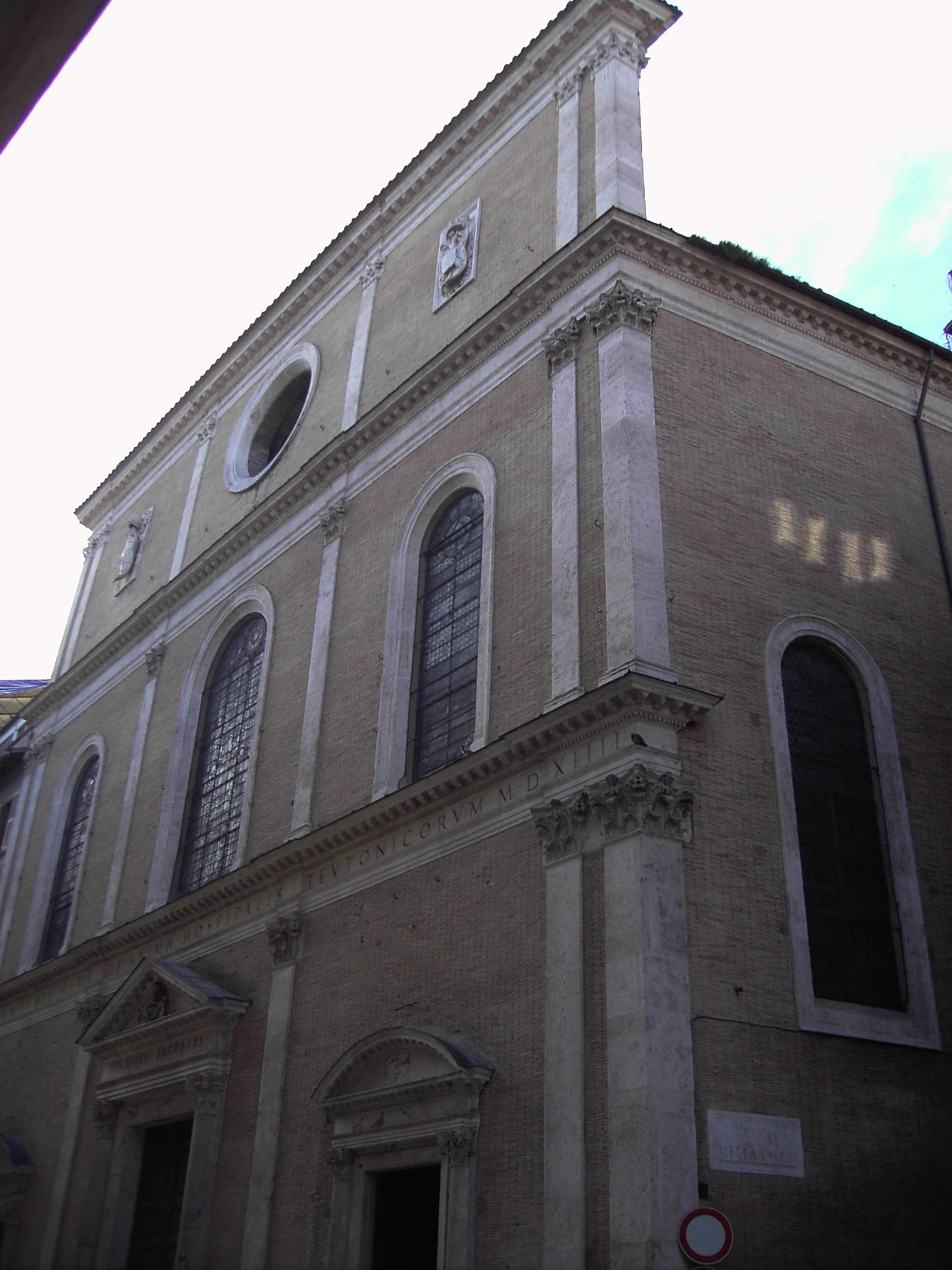
Santa Maria dell'Anima